# 橘町

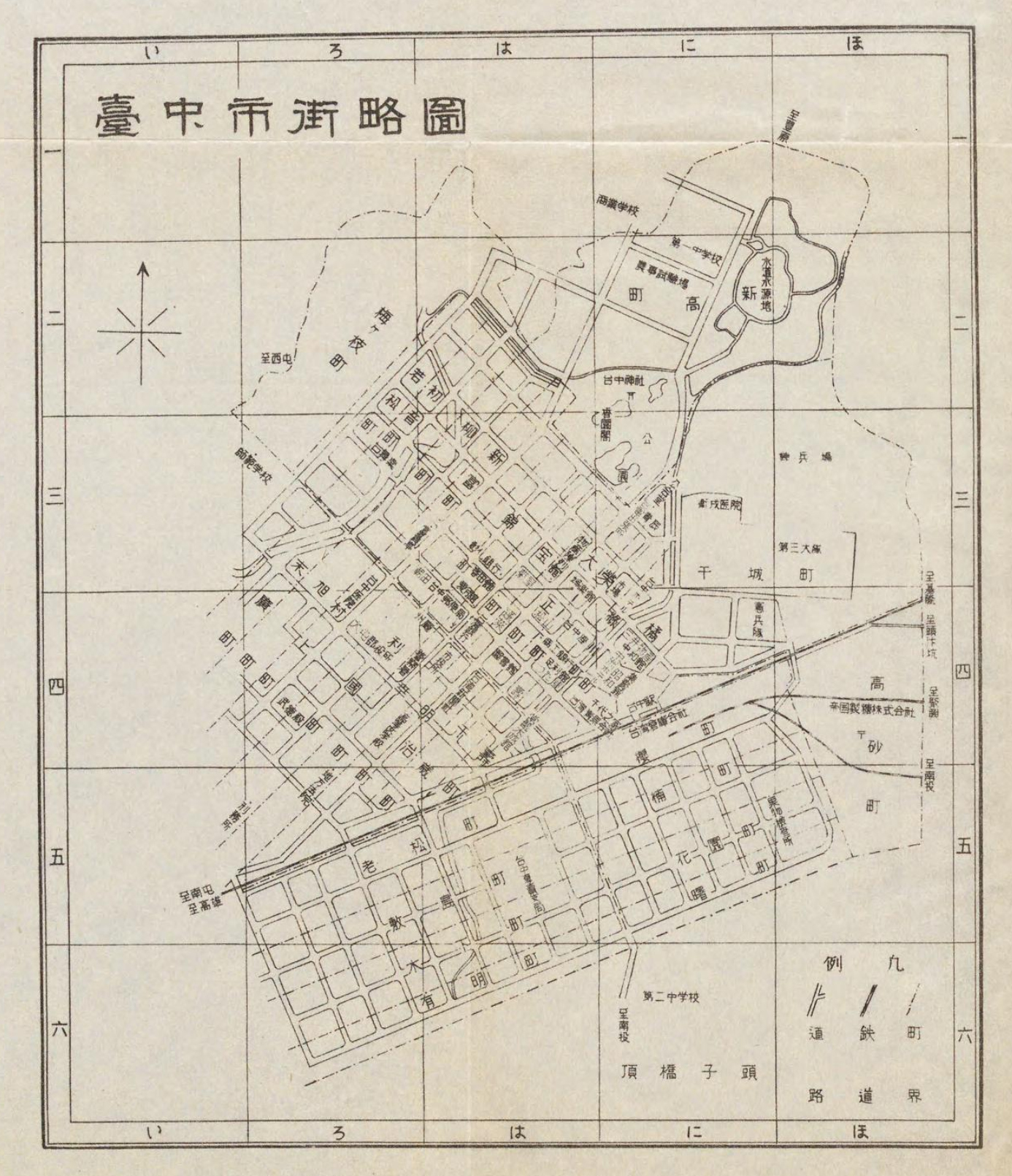
臺中市街略圖

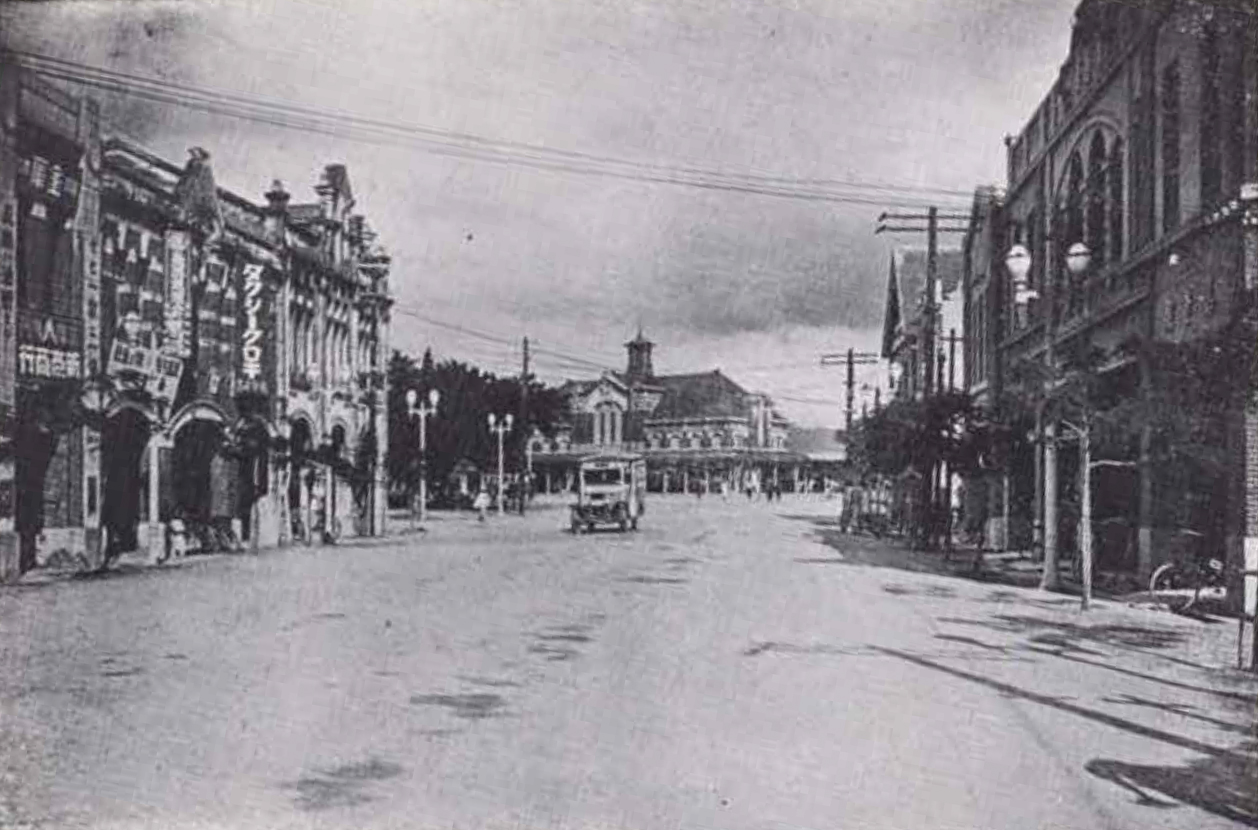
橘町二、三丁目間 (今中山路)

橘町為台灣日治時期臺中州臺中市的町，分為五丁目，位於臺中車站前；其最初在1916年公告為通稱町名，在1926年4月1日的町名改正公告中才正式設立，原臺中市大字的臺中改為31個町。

## 町內設施

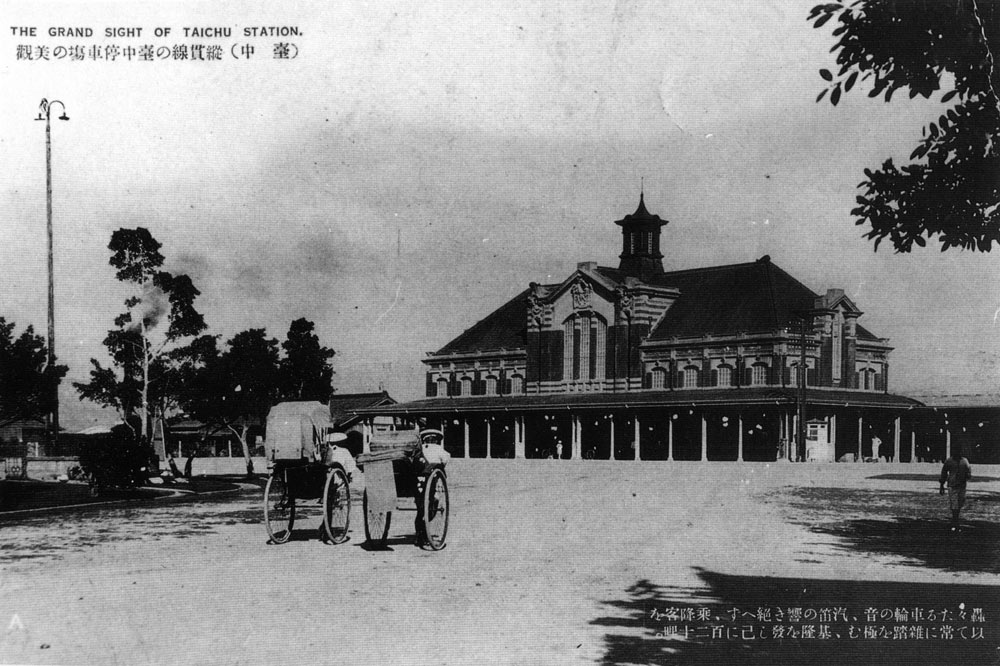
台中車站

一丁目
二丁目
- 帝國運輸株式會社
- 日本勸業銀行台中支店
- 橘町警察官吏派出所
- 台灣青果株式會社

三丁目
- 帝國製糖台中車站（中濁線）
- 鐵道部台中車站

- 驛前警察官吏派出所

四丁目
- 三井物產株式會社台中派出所
- 三菱商事株式會社台中派出所
- 山ヨ運送株式會社台中出章所
- 市川實雄商店台中出章所
- 國際運通株式會社台中支店
- 杉原產業株式會社
- 臺中輕鐵株式會社台中出章所
- 聯華商會台中支店

五丁目
- 日東商船組台中支店
- 大阪商船株式會社台中荷客扱所
- 台灣運輸株式會社台中支店
- 大隆商事株式會社台中支店